# Maják Buchan Ness
Maják Buchan Ness je maják postavený na ostrově Buchan Ness (nebo mysem Buchan) spojeném mostem s obcí Boddam v bývalém hrabství Aberdeenshire (nyní součást Grampianu v severovýchodním Skotsku). V roce 1971 byl maják zapsán na seznam skotského dědictví (Listed building) v nejvyšší kategorii A.

## Historie
Oblast kolem mysu Buchan Ness byla po mnoho staletí místem, odkud vyplouvaly obchodní a velrybářské plavby přes otevřený oceán, které směřovaly mimo jiné do Archangelska, Grónska a na Špicberky.
V průběhu let zde ztroskotalo mnoho lodí kvůli špatnému počasí. V roce 1819 byla tehdejšímu majákovému úřadu, nyní Northern Lighthouse Board (NLB), zaslána žádost o postavení majáku v okolí. O umístění rozhodl skotský stavební inženýr Robert Stevenson, po prozkoumání alternativ rozhodl pro stavbu v Buchan Ness. Jeho žulová stavba nakonec proběhla v letech 1824–1827, na stavbu dohlížel John Gibb z Aberdeenu. V roce 1907 byl na maják natřen červený pruh pro snadnější orientaci lodí. V roce 1910 byl instalován dioptrický systém. Během druhé světové války byla poblíž majáku vyplavena na břeh mina. Detonace způsobila menší škody. V roce 1978 byl maják Buchan Ness přestavěn na elektrické osvětlení. V průběhu desetiletí se intenzita světla zvýšila z původních 6500 cd na 786 000 cd a v roce 1978 po elektrifikaci na 2 miliony cd. Od roku 1988 je maják automatizovaný a řízen z centrály NLB v Edinburghu. V roce 2006 byl ostrov prodán do soukromých rukou a je využíván k rekreačním účelům (domy strážců). V období 2012–2013 byl maják restaurován a vybaven LED optikou. V roce 2000 byl vypnutý nautofon, kterému místní přezdívali boddamská kráva nebo boddamský medvěd.

## Popis
Maják je 36 m vysoká mírně se zužující věž s ochozem na konzolách a lucernou. Bílá věž má uprostřed široký červený pruh. K lucerně vede uvnitř věže konzolové schodiště s 166 schody. 
Již během výstavby byl mys, který je s pevninou spojen prohlubní, spojen s Boddamem dřevěným mostem o sedmi polích. V roce 1963 byl nahrazen železobetonovým mostem o třech polích.

### Data
- Charakteristika světla: Fl W 5s[8]
- Výška věže: 35 m
- Výška ohniska světla: 40 m n. m.
- Dosvit: 18 nm (33 km)
- Svítivost: 2 000 000 cd

### Označení
- ARLHS: SCO-024
- Admiralty: A3280
- NGA: 2740